# Тебурсук
Тебурсук (араб. تبرسق) — місто в Тунісі. Входить до складу вілаєту Беджа. Станом на 2004 рік тут проживало 10 987 осіб.